# Blimp
Blimp ili nekruti cepelin je zrakoplov bez unutarnje konstrukcije. Nekruti cepelin razlikuje se od polukrutih i krutih u smislu da nemaju nikakvu krutu strukturu, niti potpune niti djelomične okvire koji bi zračnom jastuku zadržavali njegov oblik. Umjesto toga oblik zrakoplova dobiva se tlakom plina za podizanje (obično helij) unutar oplate i snazi same oplate. 
Pojam "blimp" odnosi se samo na zrakoplove koji mogu slobodno letjeti. Izraz se ponekad pogrešno koristi na usidrene balone. Iako često vrlo sličnog oblika, vezani baloni nemaju pogon i zavezani su za zemlju.

## Princip
Kako blimp zadržava svoj oblik pomoću povišenog tlaka unutar zračnog balona, njegovi jedini čvrsti dijelovi su putnički dio (gondola) i repni stabilizatori. Nekruti zrakoplovi koji koristi ugrijani zrak umjesto lakog plina kao medij za podizanje zove se zračni brod (cepelin) na vrući zrak.
Promjene volumena plina koje nastaju radi promjene temperature kompenziraju se korištenjem zračnih jastuka kako bi se kontrolirao nadtlak. Bez dovoljnog nadtlaka letjelica gubi svoju sposobnost i postaje neupravljiva te se smanjuje njena najveća brzina. Strujanje zraka iza propelera se može koristiti za podizanje trupa. Motori s propelerima obično su izravno pričvršćeni za gondolu a na nekim modelima djelomično se daju i zakretati što olakšava upravljanje.
Blimp zrakoplovi su najčešće građeni zračni brodovi jer se relativno lako izrađuju a i jednostavni su za transport kada se jednom ispušu. Međutim, zbog nestabilnog trupa njihova veličina je ograničena. Balon s predugim trupom može se u sredini presavinuti u slučaju preslabog tlaka ili prebrzog manevriranja (što se dogodilo i polukrutom zračnom brodu s preslabom konstrukcijom).
Za razliku od povijesnog blimpa moderni je nešto teži od zraka. Nedostatak uzgona nadomješta se podizanjem nosa i pomoću snage motora. Neki modeli također koriste mogućnost upravljanja propelerom ili propusnim ventilatorima. Djelujući u stanju težim od zraka izbjegava se potreba za izbacivim balastom radi podizanja letjelice i potreba za ispuštanjem skupog plina radi slijetanja.

## Vanjske poveznice
- Popular Mechanics, June 1943,  "Gas Bags Go On Patrol"  Detaljan članak o protupodmorničkom blimpu tijekom Drugog svjetskog rata
- "How The First Sea-Air Rescue Was Made", October 1944, Popular Science prvo spašavanje iz zraka na moru bez slijetanja